# Karel Steinbach
Karel Steinbach (8. června 1894 Třebsko – 31. prosince 1990 New York) byl český lékař.

## Život

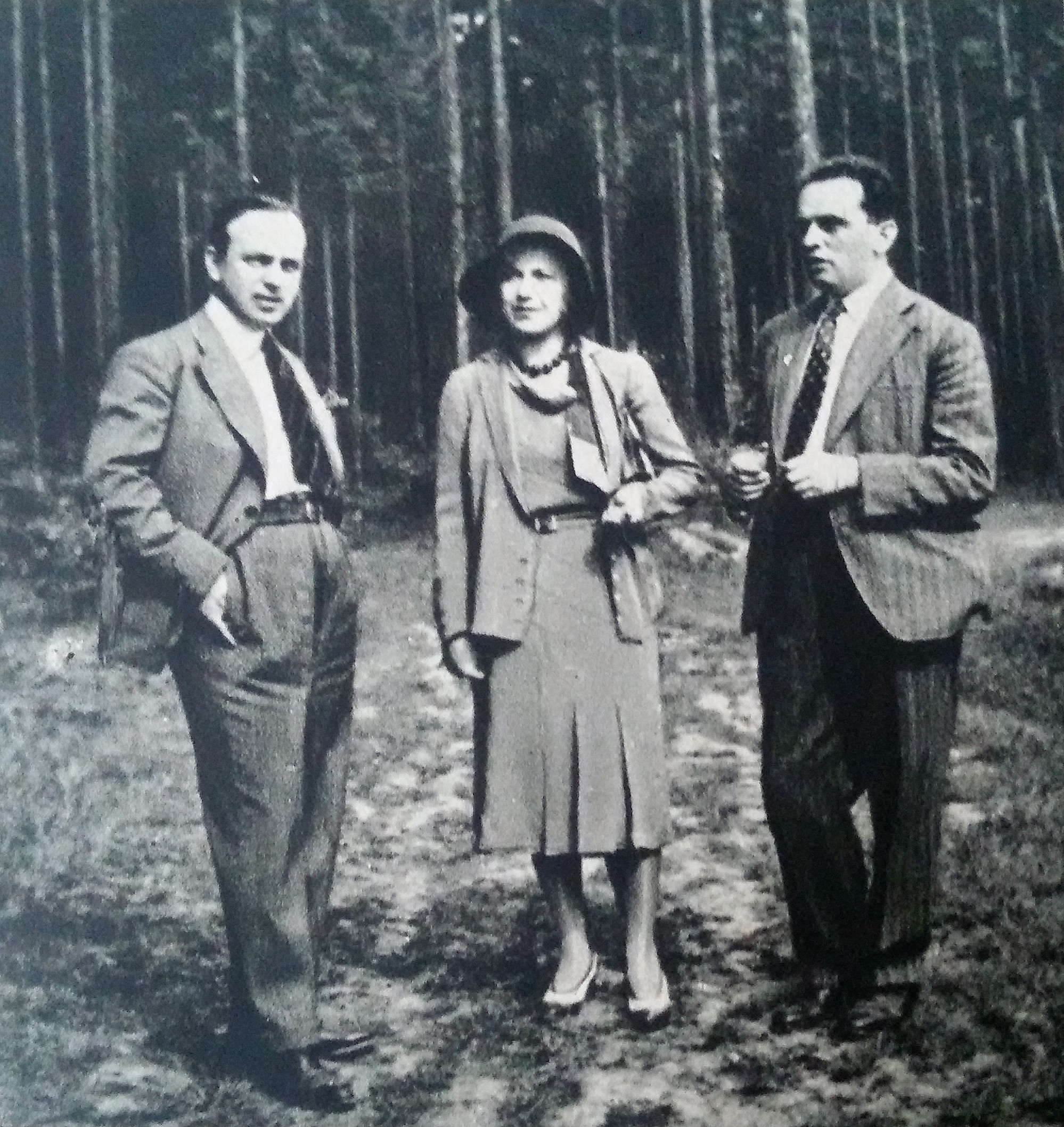
Karel Steinbach, Olga Scheinpflugová, Karel Poláček (Pestrý týden 1931)

Vystudoval lékařskou fakultu Univerzity Karlovy a 5. června 1920 byl promován. Stal se z něj známý pražský porodník a gynekolog. Patřil k zakladatelům sociální medicíny. Šlo o výraznou osobnost společenského a kulturního života, mecenáše umění. Byl blízkým přítelem Ferdinanda Peroutky, Karla Čapka či Jana Masaryka. Patřil mezi Pátečníky, kteří se scházeli u Karla Čapka. Roku
1939 emigroval do USA, po skončení druhé světové války se vrátil do Československa. Do exilu odešel opět po roce 1948. Také zde pracoval jako lékař, byl aktivním členem Společnosti pro vědy a umění. S Viktorem Fischlem vydal roku 1988 knihu vzpomínek Svědek téměř stoletý.
V roce 1992 mu byl udělen Řád T. G. Masaryka IV. třídy in memoriam.

## Citát
Kadelík, nebo, chcete-li slušněji a uctivěji, dr. Karel Steinbach, znal osobně mnohé špičky našeho předválečného života. Tykal si s bratry Čapky, s Ferdinandem Peroutkou, s Janem Masarykem – a se mnou. Zná stovky poutavých a veselých historek a umí je vyprávět. Pozvěte Kadelíka na nějakou nudnou párty a máte z ní naráz nejpovedenější happening.
Jára Kohout

## Dílo
Knižně vyšlo:
- Dr. Karel Steinbach – svědek téměř stoletý (zpracoval Viktor Fischl; Köln, Index, 1988 a Praha, SPN, 1990)